# NGC 23
NGC 23 je prečkasta spiralna galaksija v ozvezdju Pegaza. Njen navidezni sij je 12,85m. Od Sonca je oddaljena približno 58,6 milijonov parsekov, oziroma 191,13 milijona svetlobnih let.
Galaksijo je odkril William Herschel 10. septembra 1784.